# 克雷靈山
83°13′S 157°54′E / 83.217°S 157.900°E
克雷靈山（Kreiling Mesa），是南極洲的山峰，位於奧次地，處於阿戈西冰川終點南岸，屬於米勒山脈的一部分，由美國南極名稱諮詢委員命名，現時由南極條約體系管理。